# Beidaud, Tulcea
Beidaud este satul de reședință al comunei cu același nume din județul Tulcea, Dobrogea, România. Se află în partea de sud a județului, în Podișul Casimcei.